# Cementiri municipal de Palafrugell

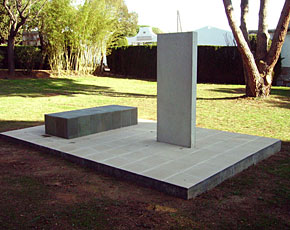
Espai Jardí del repòs del cementiri municipal de Palafrugell

El cementiri municipal de Palafrugell és un cementiri construït vora el 1885 al paratge del Coll de Morena de Palafrugell.
Reposen al cementiri de Palafrugell els fills predilectes Josep Torres i Jonama i Modest Cuixart i Tàpies i altres personalitats com el doctor Josep Alsina i Bofill.

## Descripció
Es tracta d'un cementiri de planta rectangular que té l'entrada a llevant. El portal d'entrada està coronat per un frontó corbat, entre dos grans espais de façana coronats per grans frontons. Disposa d'una avinguda central des de l'entrada fins a la capella situada a ponent, i de camins transversals amb rengleres de nínxols eclèctics-modernistes i sepultures a terra. A tot el voltant de la tanca s'adossen nínxols senzills. La façana de la capella té un rosetó neogòtic i gerres sobre la cornisa. A la vora hi ha un espai per a tombes mausoleu. Les sepultures de data més vella es conserven als nínxols perimetrals, als sectors propers a la capella. Tenen interès els elements de vegetació, sobretot els nombrosos xiprers. Al fons, rere la capella, separat de la resta, hi ha el cementiri laic, que conserva nínxols amb símbols masons. És una franja estreta que va de nord a sud, ocupant de costat a costat el perímetre del clos. L'entrada directa des de l'exterior és a tramuntana. Té una porta amb frontó ressaltat. Hi ha uns pocs nínxols a la part central.

## Història
El fossar més antic documentat de Palafrugell era situat a llevant de l'església parroquial. El primer cementiri fora del nucli urbà era al paratge dels Forns o la Ruella. Hom el construí l'any 1816.
El 1882 l'Ajuntament de Palafrugell va decidir construir un nou cementiri, tanmateix el rector treballava en un altre projecte per construir el cementiri. Finalment, el 1885 el rector va començar les obres del seu cementiri al paratge del Coll de Morena i el governador civil va autoritzar la seva obertura denegant el permís a l'Ajuntament. La tardor de 1885 entra en funcionament el cementiri del paratge del Coll de Morena. El primer enterrament que s'hi documenta és el del cos del regingonenc Martí Pascual i Guilló el 15 de novembre de 1885, qui fou trobat mort el dia anterior en una caseta de la platja de Llafranc, a causa d'un incendi casual.
El 1890 va ser remodelat per Martí Sureda.
Disputat entre l'Ajuntament i el rectorat, el 1908 el Tribunal Suprem d'Espanya va ratificar a través d'una sentència que reconeixia la competència de les corporacions municipals sobre els cementiris.
El 25 de maig de 2006 es va inaugurar el nou tanatori del municipi al costat del cementiri unificant els espais.

## Citacions
Josep Pla parla en el llibre Peix fregit sobre el cementiri de Palafrugell del costat de l'església. El doctor Alsina i Bofill també reflexiona sobre el cementiri a Palafrugell, ahir (1982):
| «                        | El meu jardí és també el vostre […] M'agrada d'anar-lo resseguint, ara un pas, ara un altre, i aturar-me quan em trobo amb els meus [...]. Que us sembla trist aquest paisatge? Docs jo no li trobo. Trist és veure patir o malviure els que estimem. Sentir que ja reposen, conforta i ens encomana la tranquil·litat que abasta tothom quan ja ha acabat en pau la seva feina, reeixida o no tant. | » |
| — Alsina i Bofill (1982) | |   |